# Handelsstrategie
Handelsstrategie ist in der Betriebswirtschaftslehre und im Handel eine Strategie, die im Warenhandel oder beim Handel mit Finanzprodukten langfristig die Gewinnchancen erhöhen und Verlustgefahren verhindern soll.

## Allgemeines
Handelsstrategien dienen zur Erfüllung der gesetzten Handelsziele. Staaten können im Rahmen ihrer Handelspolitik im Außenhandel Handelsstrategien verfolgen. So legte die „Generaldirektion Handel“ der EU-Kommission im Oktober 2015 eine neue Handelsstrategie vor. Kern der Handelsstrategie ist es, mit allen wichtigen Handelspartnern zunehmend Handelsabkommen oder Freihandelsabkommen zu verhandeln. Dabei stellte sich heraus, dass Länder mit außenorientierten Handelsstrategien erfolgreicher sind als Staaten, die sich mit Schutzzöllen oder protektionistischen Barrieren abgeschottet haben. Im nationalen Warenhandel werden Handelsstrategien auf allen Handelsstufen angewandt (Groß-, Einzel- und Versandhandel). Im Finanzwesen sind Handelsstrategien eng mit der Risikoeinstellung des Entscheidungsträgers verbunden.
Handelsstrategien können analog aus der Spieltheorie abgeleitet werden, wo die Strategie ein vor Spielbeginn vom Spieler festgelegter Verhaltensplan darstellt, der die Handlungen und Unterlassungen beinhaltet, die – abhängig von den Handlungen/Unterlassungen anderer Spieler und eigener Handlungen – den jeweils nächsten Schritt (Zug) im Spiel festlegt. Sehr ausgeprägt ist die Spielstrategie insbesondere beim Schach. Übertragen auf die Handelsstrategie wird diese vor Handelsbeginn festgelegt und muss das eigene und zu erwartende fremde Marktverhalten planen, bevor eigene Entscheidungen im Rahmen des Handelsziels getroffen werden.

## Warenhandel
Der Warenhandel entwickelt innerhalb der Handelsstrategie Marktstrategien, für die eine Marktanalyse von Marktdaten erforderlich ist, um Marktverhalten und Strategien anderer Marktteilnehmer kennenzulernen, daraus eigene Verhaltensweisen abzuleiten und für die künftige Marktentwicklung zu nutzen.
Zur Handelsstrategie zählt unter anderem die Umsetzung der Handelsfunktionen. Bei der Zeitüberbrückungs- oder Lagerhaltungsfunktion beispielsweise gehört es zur Handelsstrategie des Handels, einerseits ausreichend Lagerkapazitäten vorzuhalten, um jederzeit Lieferbereitschaft zu besitzen und Lieferengpässe und Regallücken zu vermeiden. Andererseits müssen die Leerkosten bei den Lagerkosten und Überbestände vermieden werden.

### Arten
Unterschieden wird zwischen einer Totalmarktstrategie und einer Segmentationsstrategie:
- Die Totalmarktstrategie sorgt für die Abdeckung aller bedienten relevanten Märkte und deren Zielgruppen.
- Die Segmentationsstrategie konzentriert sich auf bestimmte Teilmärkte oder Marktsegmente.

Dabei stehen stets das Sortiment, die Preispolitik und die Wahl der Betriebsform und des Betriebstyps im Vordergrund.

### Wirtschaftliche Aspekte
Die Märkte sind für Handelsunternehmen zwecks Verwirklichung ihres Unternehmensziels der Gewinnmaximierung von wesentlicher Bedeutung. Handelsstrategien dienen der Erfüllung dieses Unternehmensziels. Deshalb ist die Marktbeobachtung mit nachfolgender Marktbearbeitung ein wichtiger Erfolgsfaktor. Die Absatzkette muss durch Optimierung der Distributionslogistik frei von Betriebsstörungen gehalten werden. Handelsstrategien zielen auch darauf ab, Lager- und Absatzrisiken zu vermeiden. Dies verringert die Gefahr von Regallücken und Überbeständen.

## Finanzwesen
Im Finanzwesen bilden Handelsstrategien (auch: Trading-Strategien) für Marktteilnehmer wie Anleger, Broker, Effektenhändler, Investmentfonds, Kreditinstitute, Pensionsfonds, Trader oder Versicherer die Grundlage für deren Kauf- und Verkaufsentscheidungen auf den Finanzmärkten. Im Laufe der Jahre haben sich an den Finanzmärkten zahlreiche Handelsstrategien herausgebildet, sodass jeder Anlegertyp die zu seiner Risikoeinstellung passende Strategie finden muss. Keine davon ist von vornherein optimal; alle weisen ihre Vor- und Nachteile auf. Marktteilnehmer sollten an einer einmal gewählten Strategie festhalten und sie nicht bei jedem Verlust ändern.

### Arten
Aus der Vielzahl der vorhandenen Handelsstrategien seien die wichtigsten erwähnt:
- Bei der wertorientierten Strategie (englisch value investing) nach Benjamin Graham erwirbt der Anleger Aktien von Unternehmen, die er im Vergleich zu ihrem inneren Wert für unterbewertet hält und verkauft Aktien, die er für überbewertet hält.
- Die prozyklische Trendfolge-Strategie (englisch trend following strategy) verfolgt das Ziel, einen bestimmten Trend zu erkennen und für Gewinnmitnahmen auszunutzen, indem bei steigenden Kursen (Hausse) gekauft und bei fallenden (Baisse) verkauft wird.
- Die Volatilitätsstrategie (englisch volatility strategy) setzt darauf, große Volatilitäten zu erkennen und durch Call-Optionen und nachfolgende Put-Optionen mit gleicher Laufzeit zu nutzen.
- Die antizyklische Kontra-Trend-Strategie (englisch counter trend strategy) geht davon aus, dass es beispielsweise bei Aufwärtsbewegungen (Hausse) zu Gewinnmitnahmen kommt, wodurch die Kurse fallen und zum Kauf anregen. Umgekehrt wird während einer Baisse schnell verkauft, um größere Verluste zu verhindern.
- Die Buy-and-hold-Strategie ist die statischste Handelsstrategie. Sie zielt darauf ab, einmal gekaufte Handelsobjekte langfristig im Bestand zu halten (englisch Held to Maturity), etwa Anleihen bis zu deren Fälligkeit.

Diese Strategien wenden auch Hedgefonds bei ihren Hedgefonds-Strategien an, wobei sie jedoch hohe Risikofreude zeigen.
Hieraus abgeleitet werden unter anderem:
- Die Covered call- bzw. Buy-Write-Strategie ist eine der bekanntesten derivativen Trading-Strategien des Portfoliomanagements.[8] Sie besteht aus dem Kauf (Long-Position) eines Basiswerts (etwa Aktien) und dem Verkauf einer Call-Option (Short-Position) auf diesen Basiswert und wird von Pensionsfonds oder Versicherern häufig als Handelsstrategie für ihre Portfolios verwendet.[9]
- Die Opening-Price-Strategie vergleicht die Eröffnungskurse mit den Schlusskursen des Vortages und leitet hieraus Trends ab. Bei Seasonal-Trades-Strategien werden bestimmte Tage eines Jahres (Position-Trader) oder Stunden eines Tages (Daytrader) herausgefiltert, an denen mit hoher Wahrscheinlichkeit sich Kursverläufe wiederholen, die gewinnbringend ausgenutzt werden können.[10]
- Beim Carry-trading und position trading wird eine Risikoposition mehrere Tage oder sogar Monate gehalten, im Gegensatz zum Daytrading, das am selben Handelstag abzuschließen ist.
- Hierzu gehört auch der Hochfrequenzhandel (englisch high-frequency-trading), der durch kurze Haltefristen und hohen Börsenumsatz gekennzeichnet ist.
- Noise Trading beruht auf der Strategie, dass Kauf-, Verkaufs- oder Halte-Entscheidungen nicht auf der Grundlage von Fundamentaldaten, sondern aufgrund von Gerüchten und Herdenverhalten getroffen werden.[11]

Erfüllt werden können diese Strategien durch Closing, Glattstellung, Hedging, Kauf (beim Leerverkauf), Verkauf oder Settlement.

### Elektronische Handelsstrategien
Handelsstrategien werden vor allem im Finanzwesen und hier insbesondere an Börsen (Waren- oder Wertpapierbörsen) oder im außerbörslichen Handel durch elektronische Handelssysteme wie der automatisierte Handel unterstützt; diese Handelsform wird als elektronischer Handel bezeichnet. Unterschieden wird hier nach der Suchstrategie und der Handelsstrategie. Die Suchstrategie verfolgt bei Wertpapierorders das Ziel, eine Teilmenge von Wertpapieren oder konkreter Wertpapiere eines Börsensegments sowie eine Teilmenge potenzieller Kontrahenten aus der Gesamtheit aller Marktteilnehmer in einem elektronischen Handelssystem herauszufiltern. Die Handelsstrategie dagegen sorgt neben Börsenkurs und Menge für weitere Orderdimensionen.

### Wirtschaftliche Aspekte
Sämtliche Kauf-, Verkaufs- und Halte-Entscheidungen müssen mit der verfolgten Handelsstrategie übereinstimmen und darauf ausgerichtet sein, Mistrades zu vermeiden. Je größer das Sharpe-Ratio ist, umso erfolgreicher ist die Handelsstrategie. Auf den Umgang mit Marktrisiken spezialisieren sich die Risikoarbitrage und die auf Harry Markowitz zurückgehende Risikostreuung, die beide in Handelsstrategien einfließen können.

### Handelsstrategien der Fundamentalanalyse
- Value Investing
  - Stock Picking
- Quality Investing

### Typische Handelsstrategien der technischen Analyse
Die typischen technischen Handelsstrategien lassen sich in die folgenden Klassen einteilen:

#### Trendfolger
Trendfolge-Handelsansätze versuchen in bereits bestehende Kurstrends einzusteigen. Sie steigen wieder aus, sobald der Trend „bricht“. Weil es naturgemäß unmöglich ist, einen Trend zu erkennen, bevor er sich ausgebildet hat, nennt man Trendfolger oft auch „Trittbrettfahrer“. Sie nehmen es in Kauf, nicht die gesamte Bewegung mitzumachen, sondern nur einen Teil davon. Trendfolge hat nichts mit Techniken zu tun, die auf der versuchten Antizipation von Trends beruhen.
Trendfolge-Systeme wurden in der Managed Futures Szene durch erfolgreiche Trader wie Richard Dennis oder William Eckhardt bekannt. Durch die spektakuläre Geschichte eines Experiments in den frühen 1980er Jahren erlangte das Turtle-Trader-System weltweite Bekanntheit. Es wurde 1993 erstmals vollständig offengelegt und publiziert.

#### Pullback
Ein Pullback-Handelssystem wartet auf eine gegenläufige Bewegung in einem bestehenden Trend und steigt dann in Trendrichtung ein.

#### Channel-Breakout
Es wird ein Trendkanal definiert. Verlassen die Kurse den Kanal, steigt das System entsprechend ein.

#### Zyklen
Dieser Ansatz geht davon aus, dass in der Preisbewegung Zyklen enthalten sind. So gibt es z. B. jahreszeitliche Schwankungen bei den Preisen für Rohstoffe. Bekannte Beispiele sind das 6-Phasen Modell von Leon Levey oder das „Ei des Kostolany“.

#### Muster
Beim Handel von Mustern (englisch patterns) wird davon ausgegangen, dass es bestimmte, sich auch in Zukunft wiederholende Muster im Preis eines Wertpapiers gibt, da die Marktteilnehmer in gleichgelagerten Situationen gleich agieren – so die Annahme. Beispiele für klassische Pattern sind Dreieckformationen, Flaggen, Rechtecke, Doppel-Top und Doppel-Boden.

### Strategien im Hochfrequenzhandel
Für den Hochfrequenzhandel gibt es spezialisierte Strategien, die bestimmte Effekte ausnutzen, die auf dieser sehr kurzfristigen Zeitebene auftreten.

## Grundstrategien bei allen Handelsarten
Sowohl Warenhandel als auch Finanzwesen nutzen die drei Grundstrategien Arbitrage, Hedging und Spekulation:
- Arbitrage ist der Kauf und Verkauf desselben Handelsobjekts zum selben Zeitpunkt. Wegen der Zeitpunkt-Bezogenheit ist die Arbitrage risikolos.
- Durch Hedging wird ein risikotragendes Finanzprodukt durch ein anderes, mit einer korrespondierenden Risikoposition versehenes Finanzprodukt abgedeckt.
- Bei der Spekulation liegt zwischen Kauf und Verkauf ein Zeitraum, so dass der in der Zukunft liegende Zeitraum ein Risiko auslöst.

Im Bankwesen wird das Hedging auch Glattstellung genannt, die wie das Closing zu den Risikominderungsstrategien gehört.

## Datenbasis
Zum Betrieb und Test von Handelssystemen werden die historischen Kursdaten, ggf. auch Volumendaten und Unternehmensdaten eines Wertpapiers benötigt. Man unterscheidet hier zwischen verschiedenen Zeitrahmen: „End-of-Day“ (EOD)-Daten fassen einen Handelstag in einem Datensatz zusammen. Die sog. Intraday-Daten haben dagegen eine Auflösung von Stunden, Minuten oder sogar Ticks.